# Чемпионат Москвы по футболу 1923 (весна)
Чемпионат Москвы по футболу 1923 (весна) стал ХХ-м первенством столицы и первым, проведенным после реорганизации футбола, предпринятой спортивным руководством ВСФК (Высшим советом физической культуры) РСФСР.
Турнир был проведен в сжатые сроки по «олимпийской» системе. Лучшие восемь команд соревновались в старшей категории. Победителем среди первых (главных) команд стала «Красная Пресня», обыгравшая в финале «Яхт-клуб Райкомвода» со счетом 2:0.

## Реорганизация футбола в 1922—1923 годах
ВСФК, созданный постановлением ВЦИК, своей властью расформировал Московскую футбольную лигу (МФЛ), созданную в 1909 году и на протяжении 13 лет являвшуюся высшим футбольным органом Москвы. Её функции были переданы МГСФК (Московскому губернскому совету физической культуры), точнее, секции спортивных игр при этом совете.
Наряду с футбольной лигой прекратили свое существование или пережили существенную реструктуризацию старые московские клубы с многолетней историей — ОЛЛС, ЗКС, ОФВ, КФС, СКЛ и другие. Их площадки и собственность перешли в ведение новых спортивных организаций. Решение о закрытии старых клубов было принято ещё осенью 1922 года, но МФЛ обратилась к советским спортивным организациям с письмом с просьбой не закрывать клубы сразу, а дать время спортсменам этих клубов и персоналу на постепенный переход под юрисдикцию новых владельцев. Эта просьба была удовлетворена в ноябре 1922 года, в результате многие клубы сумели практически полностью сохраниться в «новых» условиях, изменив названия и представительство на «пролетарские» (так, МКС стал «Красной Пресней», ОЛЛС — ОППВ, ядро футбольной команды новообразованного общества «Динамо» состояло из игроков КФС и т. д.).В свете указанных событий первоначально было принято решение не проводить весеннее первенство. Однако постепенно футбольная жизнь Москвы стала приобретать стройные рамки и МГСФК все же нашел возможность для организации и проведения весеннего первенства, пусть и в сильно сжатом виде.

## Ход турнира

### Участники (старшая категория)
Восемь сильнейших команд были определены в старшую категорию, где соревновались четырьмя командами.
- «Красная Пресня» (преемственно бывший МКС)
- «Динамо» (в большинстве игроки бывшего КФС)
- ОППВ (преемственно бывший ОЛЛС)
- «Моссовет» (в большинстве игроки бывшего ЗКС)
- «Яхт-клуб райкомвода» (преемственно бывший СКЗ)
- «Красное Орехово» (преемственно бывший КСО)
- МСПО (в большинстве игроки бывшего СКЛ)
- «Русскабель» (клуб существовал с 1916 года, также усилился рядом футболистов расформированных клубов)[2][3]

### Турнирная сетка (первые команды)
|  | 1/4 финала 17 июня | 1/4 финала 17 июня    | 1/4 финала 17 июня |  |  | 1/2 финала 24 июня    | 1/2 финала 24 июня | 1/2 финала 24 июня |  |  | Финал 1 июля | Финал 1 июля          | Финал 1 июля |  |  |
|  |                    |                       |                    |  |  |                       |                    |                    |  |  |              |                       |              |  |  |
|  |                    |                       |                    |  |  |                       |                    |                    |  |  |              |                       |              |  |  |
|  |                    |                       |                    |  |  |                       |                    |                    |  |  |              |                       |              |  |  |
|  |                    | «Красная Пресня»      | 3                  |  |  |                       |                    |                    |  |  |              |                       |              |  |  |
|  |                    | «Динамо»              | 2                  |  |  |                       |                    |                    |  |  |              |                       |              |  |  |
|  |                    |                       |                    |  |  | «Красная Пресня»      | 5                  |                    |  |  |              |                       |              |  |  |
|  |                    |                       |                    |  |  | МСПО                  | 1                  |                    |  |  |              |                       |              |  |  |
|  |                    | МСПО                  | 2                  |  |  |                       |                    |                    |  |  |              |                       |              |  |  |
|  |                    | «Моссовет»            | 1                  |  |  |                       |                    |                    |  |  |              |                       |              |  |  |
|  |                    |                       |                    |  |  |                       |                    |                    |  |  |              | «Красная Пресня»      | 2            |  |  |
|  |                    |                       |                    |  |  |                       |                    |                    |  |  |              | «Яхт-клуб райкомвода» | 0            |  |  |
|  |                    | «Яхт-клуб райкомвода» | 2                  |  |  |                       |                    |                    |  |  |              |                       |              |  |  |
|  |                    | «Красное Орехово»     | 1                  |  |  |                       |                    |                    |  |  |              |                       |              |  |  |
|  |                    |                       |                    |  |  | «Яхт-клуб райкомвода» | 1                  |                    |  |  |              |                       |              |  |  |
|  |                    |                       |                    |  |  | «Русскабель»          | 0                  |                    |  |  |              |                       |              |  |  |
|  |                    | «Русскабель»          | 3                  |  |  |                       |                    |                    |  |  |              |                       |              |  |  |
|  |                    | ОППВ                  | 1                  |  |  |                       |                    |                    |  |  |              |                       |              |  |  |

### Матчи (первые команды)

#### 1/4 финала
| 17 июн 1/4 (1) | «Красная Пресня»                           | 3:2     | «Динамо» Москва                | «Красный стадион»                |
| | - П.Канунников 28′ - Исаков 36′ 82′ (пен.) | (отчёт) | - 11′ Житарев - 68′ Н.Троицкий | Зрителей: 3 000 Судья: К.Квашнин |
| Красная Пресня: А.Козлов - Тиксон, В.Хайдин - Мошаров, И.Артемьев , А.Канунников - Н.Старостин, Исаков, Д.Маслов, П.Канунников, П.Артемьев «Динамо» Москва: Чулков - Петров, Игнатов - Лёнчиков, И.Овечкин, Неверов - Шумель, Н.Троицкий, Денисов, Житарев , Б.Титов |                                            |         |                                |                                  |

- Победителю матча «Красная Пресня» — «Динамо» был вручён приз «Красного стадиона»

| 17 июн 1/4 (2) | МСПО          | 2:1 | «Моссовет»      | ОППВ           |
| | - 1:1′ - 2:1′ |     | - 30′ К.Блинков | Судья: Гасилин |
| МСПО: В.Савин - Хрусталев, Федоров - Меркин, В.Григорьев, Бункин - И.Загрядсков, Честнов, М.Загрядсков, Б.Дементьев, И.Козлов «Моссовет»: Бакланов - ... Лепарский, Попов, Дмитриев, К.Блинков ... |               |     |                 |                |

| 17 июн 1/4 (3) | «Яхт-клуб райкомвода» | 2:1 | «Красное Орехово» | «Красная Пресня» |
| | - 1:1′ - Холин 2:1′   |     | - 0:1′            |                  |
| Яхт-клуб райкомвода: Н.Соколов - В.Кузнецов, В.Дубинин - Малахов, С.Бухтеев, С.Троицкий - Т.Григорьев, М.Сушков, Селин, Холин, Аполлонский Красное Орехово: Савинцев - В.Андреев, Леваков - Смирнов, А.Кротов, В.Степанов - Перницкий, Рыжов, Г.Архангельский, Федяев, Шапошников |                       |     |                   |                  |

| 17 июн 1/4 (4) | «Русскабель»          | 3:1     | ОППВ            | «Русскабель»  |
| | - 15′ - 35′ - сер 2Т′ | (отчёт) | - 1:1′ Жибоедов | Судья: Гридин |
| «Русскабель»: Сахаров - ...- В.Канаев, Горбунов, ... - ..., ..., М.Канунников, ..., Г.Силин ОППВ: Ф.Шимкунас - М.Исаев, В.Григорьев - И.Смирнов, В.Ратов, Барляев - Б.Дубинин, Савостьянов, М.Ратов, Тюльпанов, Жибоедов (также выходил на поле Лебедев) |                       |         |                 |               |

#### 1/2 финала
| 24 июн 1/2 (1) | «Красная Пресня»                  | 5:1     | МСПО                | Площадка спортивного кружка «Моссовет» |
| | - Исаков 4:0′ - П.Канунников 5:1′ | (отчёт) | - 4:1′ М.Загрядсков | Судья: Л.Смирнов                       |
| Красная Пресня: А.Козлов - Тиксон, В.Хайдин - Мошаров, И.Артемьев , А.Канунников - Н.Старостин, Исаков, Д.Маслов, П.Канунников, П.Артемьев МСПО: В.Савин - Хрусталев, А.Савин - Меркин, В.Григорьев, С.Дементьев - К.Шимкунас, И.Загрядсков, М.Загрядсков, Б.Дементьев, И.Козлов |                                   |         |                     |                                        |

| 24 июн 1/2 (2) | «Яхт-клуб райкомвода» | 1:0     | «Русскабель» | Поле при заводе «Серп и Молот» |
| | - М.Сушков 1Т′ (пен.) | (отчёт) |              | Судья: Л.Смирнов               |
| Яхт-клуб райкомвода: Н.Соколов - В.Кузнецов, В.Дубинин - Малахов, С.Бухтеев, Ноготков - Т.Григорьев, М.Сушков, Селин , С.Троицкий, Холин · «Русскабель»: Сахаров - Карпов, Астахов - В.Канаев, Горбунов, Голубчиков - П.Никифоров, Васильев, М.Канунников, Шибаев, Г.Силин |                       |         |              |                                |

#### Финал
| 1 июл финал | «Красная Пресня»       | 2:0     | «Яхт-клуб райкомвода» | ОППВ                                 |
| | - П.Канунников 11′ 69′ | (отчёт) |                       | Зрителей: 7 000 Судья: И.Савостьянов |
| Красная Пресня: А.Козлов - Тиксон, В.Хайдин - Мошаров, И.Артемьев , А.Канунников - Леута, Д.Маслов, Исаков, П.Канунников, П.Артемьев Яхт-клуб райкомвода: Н.Соколов - В.Кузнецов, В.Дубинин - Малахов, С.Бухтеев, Ноготков - Т.Григорьев, М.Сушков, Селин, С.Троицкий, Холин |                        |         |                       |                                      |

### Кубок Тосмена
«Красная Пресня», как победитель весеннего первенства, участвовала в традиционном матче на Кубок Тосмена с весенним чемпионом Петрограда — командой «Коломяги». 22 июля в Петрограде сильнее были представители северной столицы — 3:1.

### Турниры младших команд
В аналогичных турнирах победили:
- II команды — «Яхт-клуб райкомвода»
- III команды — «Яхт-клуб райкомвода»
- IV команды — «Моссовет»

### Младшая категория
- Главные команды — «Труд и творчество» (Симоновский рабочий спортивный кружок)
- II команды — АКС (Астаховский Клуб Спорта)
- III команды — Клуб имени Каляева